# Карацев Аслан Казбекович
Аслан Казбекович Карацев (рос. Аслан Казбекович Карацев;ос. Хъæрæцаты Хъазыбеджы фырт Аслан) — російський тенісист, чемпіон та призер Універсіад.
Карацев став відомим загалові на Відкритому чемпіоналі Австралії 2021 року, який він розпочав із кваліфікації й завершив програшем у півфіналі від Новака Джоковича.